# گلسنگ

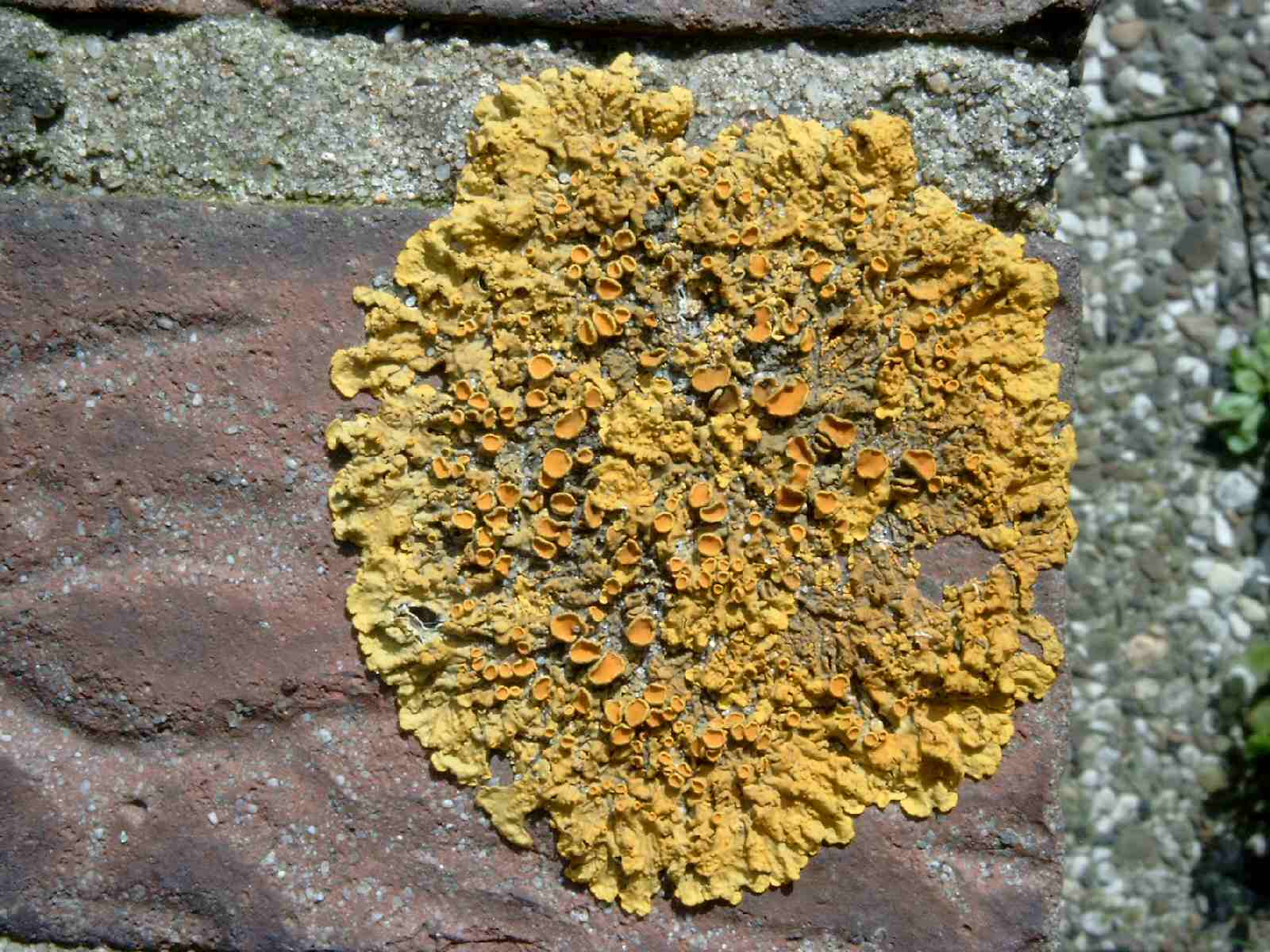
گلسنگ کرانه‌ای.

گُلسَنگ یک موجود تشکیل‌شده از جُلبَک و قارچ است. گلسنگ‌ها معمولاً بر روی تخته‌سنگ‌ها و همچنین دیوارها و تنه درختان به‌صورت ورقه‌های زرد یا خاکستری مایل به سفید یا مایل به سبز می‌زیند. جلبک‌ها برای تولید غذا از نور آفتاب استفاده می‌کنند و بعضی از این غذاها توسط قارچ‌ها استفاده می‌شود. گلسنگ، در حقیقت، گردهم‌آمده‌ای از یک قارچ و نوعی جلبک ریز است، ولی شبیه هیچ‌کدام از آن‌ها نیست. گلسنگ‌ها اگرچه برگ یا گل ندارند ولی با رنگ خاکستری روشن یا سفیدی که دارند می‌توانند هنگامی که خیس و مرطوب هستند به سبز روشن تغییر رنگ دهند. گلسنگ‌ها خیلی به کند نمود می‌کنند ولی زندگی طولانی دارند. گلسنگ‌ها اولین جانداران چندیاخته‌ای بودند که به خشکی وارد شدند.
جلبک گلسنگ می‌تواند به تنهایی زندگی کند، ولی قارچ گلسنگ هرگز به تنهایی دیده نشده‌است. ویژگی‌های گلسنگ با ویژگی‌های مواد زندهٔ تشکیل‌دهندهٔ آن به‌طور کلی متفاوت است. این ویژگی‌ها تا حدودی شبیه ویژگی‌های گیاهان است ولی گلسنگ‌ها در اصل گیاه نیستند. می‌توان گفت که جلبک‌ها در بین قارچ‌ها محبوس شده‌اند تا گلسنگ را به‌وجود آورند.
قارچ و جلبک موجود در ساختمان گلسنگ از نظر غذایی وابسته به یکدیگر بوده و همیاری عالی و باارزشی دارند، زیرا در جاهایی که گلسنگ‌ها می‌رویند هیچ گیاهی نمی‌تواند به تنهایی زندگی کند.
در حدود ۲۰ هزار گونه گلسنگ وجود دارد. برآورد می‌شود که ۶ درصد از سطح کره زمین با گلسنگ پوشیده شده‌است. بیشتر گلسنگً‌ها کاملاً خشک و پودری‌شکل‌اند.
گلسنگ‌ها ریشه و ساقه و برگ ندارند و بنابراین تنهٔ آن‌ها را ریسه می‌گویند. جثه یا تنهٔ گلسنگ از ریسه‌های قارچ که به‌طور انبوه درهم بافته شده‌اند تشکیل یافته‌است. جلبک‌های کوچک در میان این ریسه‌ها به‌طور پراکنده و معمولاً نزدیک به سطح فوقانی قرار دارند.

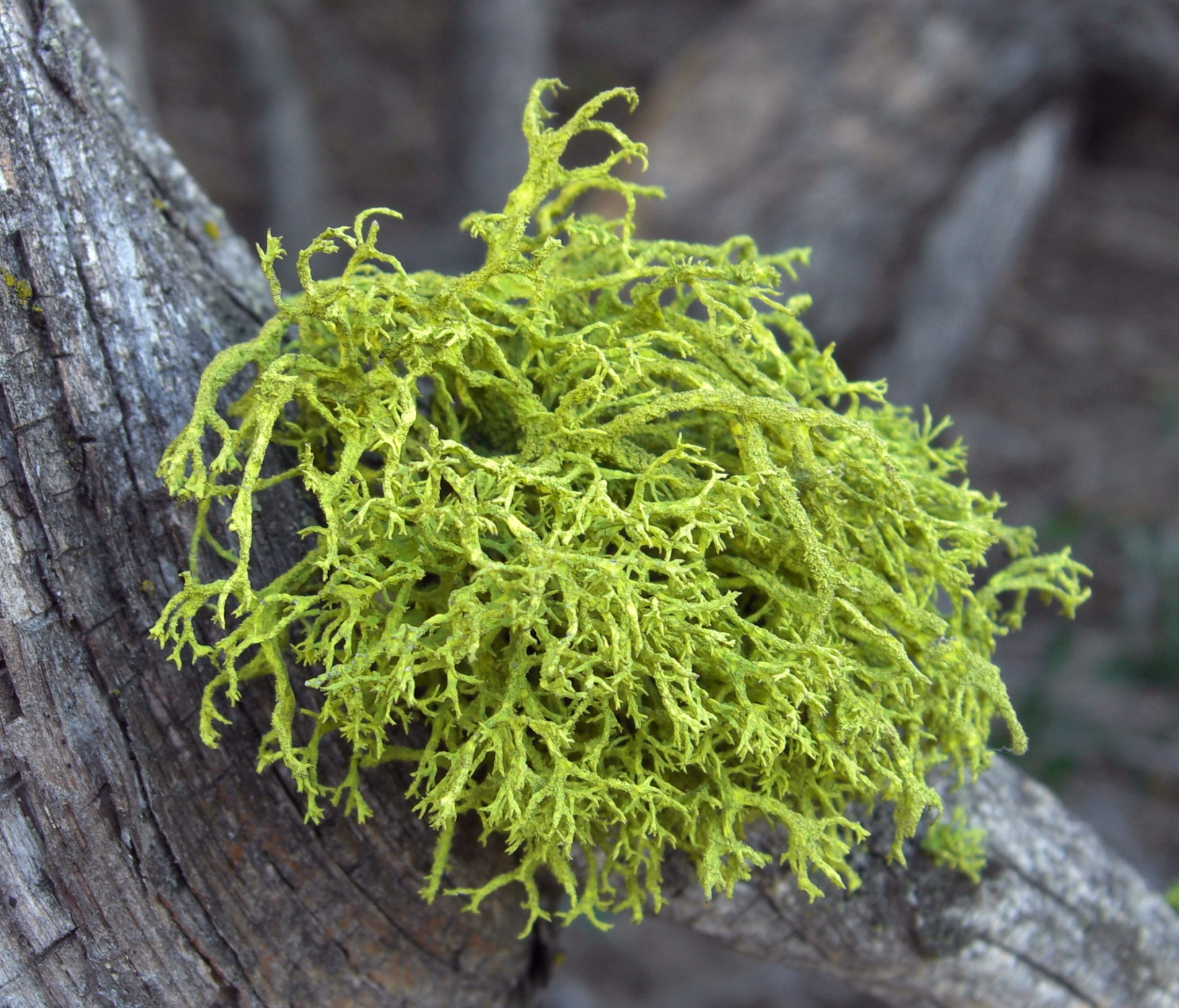
گلسنگ روباه‌کش نمونه‌ای از یک گلسنگ بوته‌ای است.

بنابر این گلسنگ‌ها موجوداتی هستند ریسه‌دار که از هم‌زیستی قارچ‌ها و مواد زندهٔ نورساختی (عامل فتوسنتز) پدید می‌آیند. این مواد زنده معمولاً یا جلبک‌های سبز و سبز آبی یا فقط جلبک‌های سبز آبی (سیانوباکتر) هستند.
گلسنگ‌ها روی سنگ‌ها، صخره‌ها، تنهٔ درختان، ساقهٔ گیاهان و در سطح زمین می‌رویند. در واقع ساکنان خاک محسوب نمی‌شوند و در نقاط کوهستانی، مناطق قطبی و در شرایط نامناسب برای رویش سایر گیاهان می‌رویند. بعضی از گلسنگ‌ها در طول سال فقط ۱ میلی‌متر رشد می‌کنند این گیاه می‌تواند تا ۴۰۰۰ سال عمر کند. بیشتر گلسنگ‌ها به سرعت توسط هوای آلوده از بین می‌روند. قرن‌هاست که گلسنگ‌ها به عنوان رنگ مو و منبع رنگ‌کننده‌ها استفاده می‌شوند. کاغذ تورنسل نیز مادهٔ قرمزرنگی است که از گلسنگ به دست می‌آید و در آزمایش‌های شیمیایی کاربرد دارد.
گلسنگ‌ها نقش مهمی را در فرایندهای اکولوژیکی مانند تشکیل خاک و چرخه مواد غذایی ایفا می‌کنند و به‌عنوان نشانگرهای زیستی در شناسایی سمی بودن محیط عمل می‌کنند. بااین‌حال، سازوکار و پیامدهای ژنتیکی این کلنی‌های قارچی- جلبکی هنوز به‌درستی درک نشده‌است.
گلسنگ‌ها بسیار بادوام هستند احتمالاً به این دلیل که می‌توانند به سرعت خشک شوند و به یک حالت مقاوم یا دوره کمون وارد شوند. اما با کمی رطوبت مانند شبنم صبحگاهی، به‌سرعت آبدار شده و فتوسنتز و رشد از سر گرفته می‌شود. بسیاری از نظر متابولیکی فقط یک ساعت یا کمتر در روز فعال هستند اما همین زمان کوتاه هم کافی است. اما بیشتر این گروه بر روی سنگ‌های برهنه در بیابان‌ها و در قطب جنوب رشد می‌کنند بنابراین باید در جذب مواد غذایی بسیار فعال باشند به طوری که گاهی مواد آلوده‌کننده سمی را فوراً جذب کرده و می‌میرند.
در شبیه‌سازی انجام شده مربوط به زندگی در مریخ در مرکز هوافضا ۳۴ روز در مریخ زنده مانده و فتوسنتز کنند.

## همزیستی
گلسنگ‌ها رستنی‌هایی مشترک از یک قارچ و یک جلبک‌اند که زندگی مشترک باهم دارند. اساس همزیستی، جذب مواد مغذی توسط قارچ از جلبک‌ها است. چون جلبک گیاهی سبز است، می‌تواند غذای خود را تهیه کند ولی قارچ فاقد سبزینه است. از تأمین غذای خود عاجز است. بنابر این در گلسنگ، قارچ از مواد غذایی که به وسیله جلبک درست می‌شود مصرف می‌کند. جلبک هم از آبی که به وسیله قارچ‌ها جذب شده استفاده می‌کند و این آب نیز خود محافظ و پناهگاهی برای جلبک محسوب می‌شود. برای این همزیستی، تقریباً همه گلسنگ‌های مورد مطالعه نوعی از نفوذ قارچ به سلول‌های جلبک را نشان می‌دهند که از طریق اندام مکنده (هاستوریوم) حاصل می‌شود.
هر جلبک با هر قارچ نمی‌تواند تشکیل گلسنگ بدهد. قارچ‌هایی که در تشکیل گلسنگ‌ها شرکت دارند خود به تنهایی قادر به ادامه زندگی مستقل در طبیعت نیستند؛ بنابراین همیشه گونه مشخصی از یک قارچ یا گونه مشخصی از یک جلبک تشکیل یک گلسنگ می‌دهند. در زندگی اشتراکی این دو، جلبک‌ها به علت داشتن کلروپلاست (سبزدیسه) عمل کربن‌گیری انجام داده در ساختن مواد آلی شرکت دارند و قارچ‌ها با جذب آب و مواد معدنی بخشی از آن را در اختیار جلبک قرار داده، جلبک نیز به نوبه خود مقداری از مواد آلی ساخته شده را در اختیار قارچ می‌گذارد. بدین ترتیب بین این دو گیاه زندگی همزیستی برقرار می‌گردد.
گلسنگ‌ها، به‌راستی اشکال تخصیص‌یافته‌ای از زندگی انگلی هستند زیرا در این رابطه ممکن است جلبک اصلاً سودی نبرد زیرا قارچ بسیار سریع‌تر رشد می‌کند. شواهد مفصلی وجود دارد که قارچ‌ها با دگرگشت (سوخت‌وساز) دیواره جلبک یا سیانوباکترها مقابله می‌کنند به‌طوری‌که قندها ترشح شده اما بسپاری (پلیمری) شدن قندها متوقف می‌شود. گلسنگ، نمونه یکی از انواع همزیستی‌هایی است که اجباری خوانده می‌شوند.

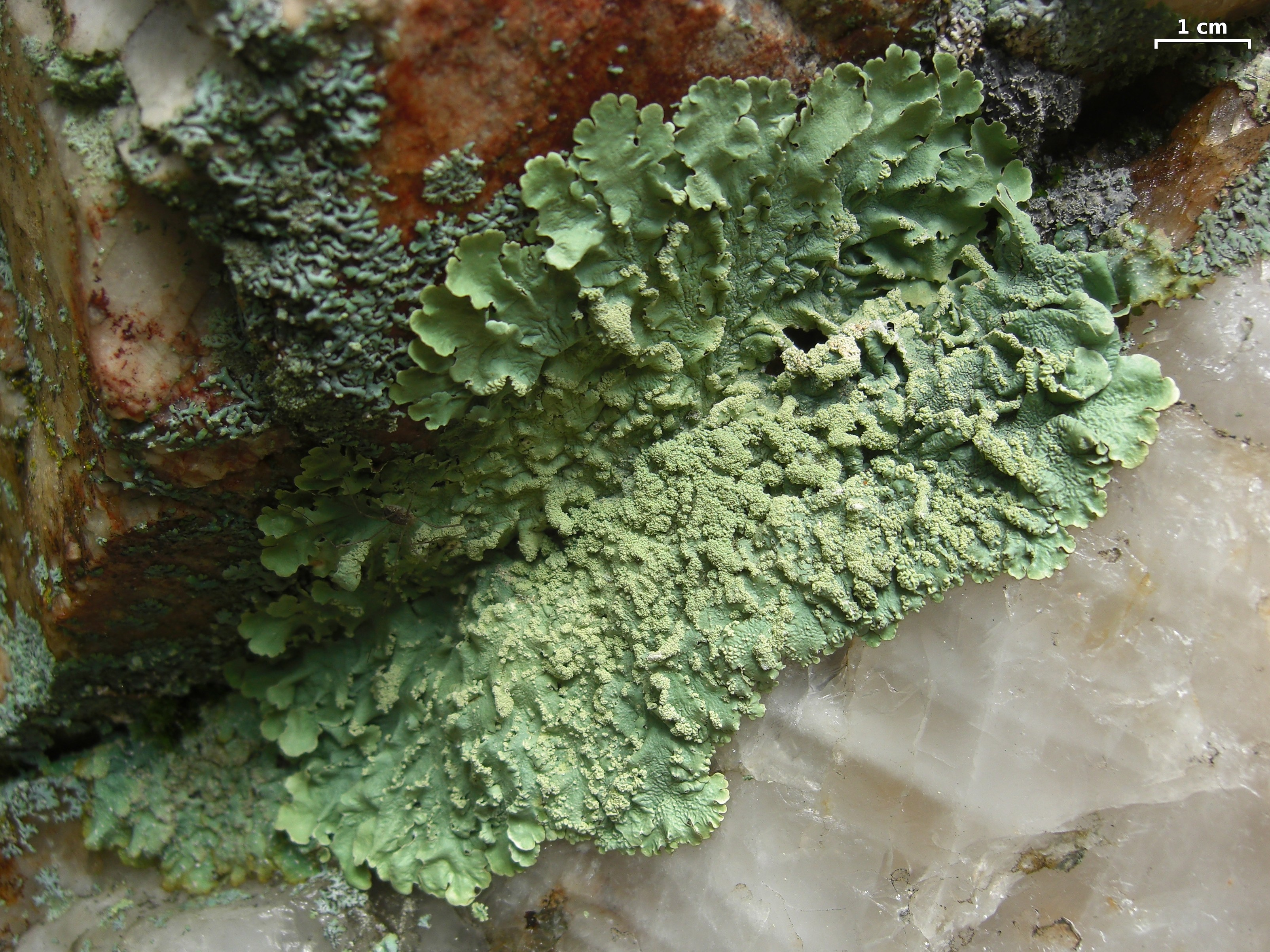
گلسنگ سبزسپر نمونه‌ای از گلسنگ‌های پربرگ است.

عضو قارچی که بیشترین توده زنده گلسنگ را تشکیل می‌دهد از قارچ‌های کیسه‌ای (آسکومیست‌ها) و در موارد معدود از قارچ‌های چتری (بازیدیومیست‌ها) است. به همین دلیل گلسنگ‌ها را قارچ‌های کیسه‌ای گلسنگی‌شده ascolichen می‌نامند. ارگانیسم‌های قارچی، هنگام ترکیب با جلبک‌ها برای ایجاد گلسنگ، آرایش ژنوم هسته خود را کاهش می‌دهند.
جلبک سبز یا سیانوباکتری، شریک فتوسنتز کننده است که با استفاده از نور خورشید مواد آلی را تولید می‌کند و این مواد تولید شده توسط شریک قارچی به مصرف می‌رسد. شریک قارچی در مقابل نیز منافع متعددی برای شریک فتوسنتز کننده دارد. از جمله اسیدهایی که توسط شریک قارچی ترشح می‌شوند، باعث انحلال و کلاته شدن ترکیبات معدنی بستر می‌شوند و دسترسی شریک فتوسنتز کننده به این مواد تسهیل می‌شود و در نتیجه موجب آسیب‌هایی بر سطح سنگ می‌گردد. به علاوه با استفاده از رشد و تورم برخی از ساختارهای رویشی همانند هیف‌ها، ریزوئیدها و ریسه باعث به وجود آمدن تنش‌های و شکستگی‌هایی در سطح سنگ می‌شوند.

## پیکر گلسنگ‌ها

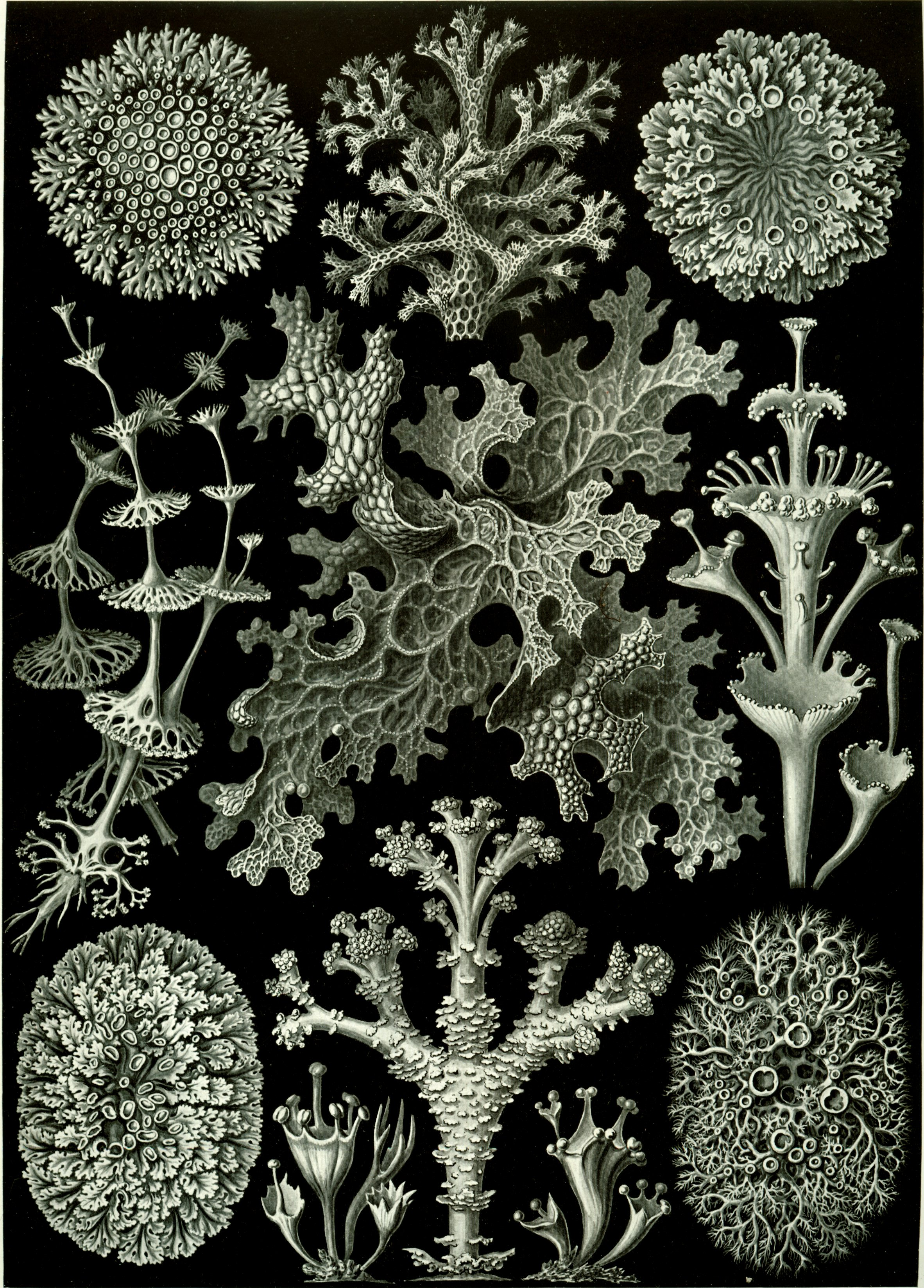
"گلسنگ‌ها، از کتاب «اَشکال هنری طبیعت»، نوشتهٔ ارنست هاکل در سال ۱۹۰۴.

پیکر گلسنگ‌ها از چند لایه تشکیل شده‌است: یک لایه نازک سخت فوقانی از ریسه‌های قارچ، لایه جلبکی که بیشتر از یاخته‌های جلبک یا سیانوباکتر ساخته می‌شود و پایین‌ترین و ضخیم‌ترین لایه، از ریسه‌های قارچی که به‌طور سستی مجتمع شده‌اند ساخته شده‌است. این لایه ممکن است نیم میلی‌متر ضخامت داشته باشد و در انباشتن آب و حفظ رطوبت نقشی اساسی ایفا کند.
گلسنگ‌های پوسته‌ای بیشتر روی درختان در مناطق گرمسیری به صورت فرورفته قرار دارند.
گلسنگ‌های برگی شکلی شبیه برگ دارند که حاشیه آن‌ها دندانه‌دار است. گلسنگ برگی در واقع برگ ندارد بلکه به جای آن آویزهایی دارد که به منظور جذب هرچه بیشتر نور آفتاب به سمت خارج کشیده شده‌است. گلسنگ‌های بوته‌ای به صورت یک بوته در روی زمین از محل اتصال آویخته شده‌است.
به‌طور کلی، بسته به شکل ریسه‌ها، گلسنگ‌ها را از نظر ظاهری این‌گونه دسته‌بندی می‌کنند:
1. گلسنگ بوته‌ای Fruticose
2. گلسنگ برگ‌برگ Foliose
3. گلسنگ پوسته‌ای crustose
4. گلسنگ پولکی Squamulose
5. گلسنگ گَرده‌ای Leprose
6. گلسنگ ژله‌ای Gelatinous
7. گلسنگ رشته‌ای Filamentous
8. گلسنگ ریزبافت Byssoid
9. بی‌ساختار

به گلسنگ‌هایی که شبیه بوته یا برگ باشند کلان‌گلسنگ macrolichens و به بقیه گلسنگ‌ها خرده‌گلسنگ microlichens گفته می‌شود.

## رویشگاه
گلسنگ‌ها به آهستگی رشد می‌کنند اما در نهایت می‌توانند مناطق وسیعی را تحت پوشش خود درآورند. گلسنگ‌ها اولین گیاهانی هستند که برروی صخره‌های عریان می‌روسند. این گیاه ذرات سنگ را سست کرده و با گلسنگ‌های فاسد شده لایه نازکی از خاکی را تشکیل می‌دهد که روی آن رستنی‌های دیگری می‌توانند رشد کنند. بعضی از گل سنگ‌های خاص، بسیار قدیمی هستند و بعضی دیگر روی تخته‌سنگ‌هایی در قطب جنوب می‌رویند که قدمتی ۱۰۰۰۰ ساله دارند _ آن‌ها کهن‌ترین نمونه‌های حیات روی کره زمین هستند.
گلسنگ‌ها گیاهان بی‌نهایت بادوامی هستند و می‌توانند بر روی صخره‌های عریان، دیوارها و تنهٔ درختان برویند. بیشتر گیاهان قلهٔ کوه‌ها و مناطق سرد قطبی را گلسنگ‌ها تشکیل می‌دهند.
این گیاه در سراسر جهان به چشم می‌خورد و می‌تواند در دمای منفی ۶۰ درجه سانتی‌گراد زنده بماند بسیاری از گلسنگ‌ها در مناطق مرطوب و در نزدیکی ساحل زندگی می‌کنند اما فقط یک گونه از این گیاه در آب زندگی می‌کند. گلسنگ باسرعت خیلی کم رشد می‌کنند اما می‌تواند در زیستگاه‌های نامناسب مثل کویر و نواحی جنوبگان زنده بمانند.

## تولید مثل
اگر چه یک گلسنگ حاصل ارتباط دو موجود زنده است اما کاملاً شبیه یک فرد عمل می‌کنند. تولید مثل آنها از طریق قطعه قطعه شدن یا به‌وسیلهٔ تولید سوریدی است. سوریدی رشته‌های نازکی هستند که توده سبکی را ایجاد می‌کنند تا به راحتی توسط آب، باد یا جانوران کوچک پراکنده شوند. این روش در حیطه تولید مثلی غیر جنسی صورت می‌گیرد در صورتی که در تولید مثل جنسی گلسنگ‌ها شبیه قارچ‌های کیسه‌ای عمل کرده و تولید آسکوکارپ (مشکوبَر) می‌کنند.
در بعضی از گلسنگ‌ها، قارچ‌هایی هستند که هاگ تولید می‌کنند. بسیاری از انواع گلسنگ‌ها در نتیجه شکسته شدن تکه‌های بسیار ریز آن به وسیله باد به نقاط جدیدی حمل می‌شوند یا به وسیله قسمت ویژه ای از آن که به آسانی قطع گردیده‌است، گلسنگ دیگری را به وجود می‌آورند و به این صورت تکثیر می‌شوند.
منحنی رشد گلسنگ حالت سیگموئیدی دارد یعنی در جوانی آهسته، سپس ثابت، و در پیری کند می‌شود. بستر رویش گلسنگ می‌تواند تنه درخت، صخره، خاک، پارچه، فلز باشد.

## اهمیت محیطی و تأثیرات
بسیاری از گونه‌های این گیاه روی سنگ‌ها می‌رویند و مواد معدنی آنها را جذب می‌کنند. در نتیجهٔ فعل و انفعال گلسنگ سنگ‌ها می‌شکنند و به خاک تبدیل می‌شوند. گلسنگ‌ها به همراه خزه‌ها و گروهی از جلبک‌ها یک لایه نسبتاً سفتی تشکیل می‌دهند که به هنگام باران شدید از شستشوی سطحی خاک جلوگیری کرده و از تشکیل سیلاب اولیه جلوگیری می‌کنند ضمن آنکه در برابر باد نیز مقاوم هستند و از روان شدن ماسه‌های سطحی تا حدودی می‌کاهند همچنین اگر بذر گیاه بیابانی بر روی این لایه قرار گیرد، امکان جوانه‌زنی سریع‌تری را دارد.
از سویی دیگر، این موجودات نقش مهمی در تولید خاک دارند به این ترتیب که گلسنگ‌ها در طبیعت بر روی سنگ‌ها و صخره‌ها رشد و نمو می‌کند و به مرور زمان طی فرایندهایی آن را به خاک تبدیل می‌کنند از این رو زمانی که این موجودات بر روی آثار باستانی رشد می‌کنند منجر به تخریب آنها می‌شوند.
باغ سنگی نام نوعی سنگ آهکی است که محل زیست تعداد زیادی از گلسنگ‌های روکش‌کننده می‌باشد که به وسیله رشته‌های ریشه‌ای‌شکل به هم پیوسته‌اند. یکی دیگر از نقش‌هایی که گلسنگ‌ها دارند جذب دی‌اکسید کربن یا برخی از گونه‌های آنها در خاک تثبیت ازت هوا را هم انجام می‌دهند.
تاکنون نزدیک به ۷۵۰ مواد منحصر به فرد موجود در داخل گلسنگ‌ها در دنیا شناسایی شده که برخی از این ترکیبات در صنعت داروسازی و عطرسازی کاربرد دارد. گلسنگ‌ها همچنین حاوی موادی برای تولید آنتی‌بیوتیک هستند که در این زمینه همواره مطالعاتی جریان داشته‌است.
۷۰۰ گونه از گلسنگ در ایران شناسایی شده‌است. گسترش گلسنگ بر روی سطوح میراث فرهنگی و آثار سنگی تاریخی ایران خسارات زیادی بر جای گذاشته‌است. بر اساس اعلام پژوهشگران تاکنون بالغ بر ۱۰۰ نمونه گلسنگ در تخت جمشید شناسایی شده که هرکدام در محو کردن نقوش و سنگ‌نوشته‌های این بنا نقش تأثیرگذاری دارند درحالی‌که در سال ۱۳۸۲ خورشیدی تعداد ۶۵ نمونه گلسنگ در این مجموعه شناسایی شده بود.

## تاثیرپذیری از آلودگی هوا
گلسنگ‌ها به‌دلیل حساس بودن به انواع گسترده استرس‌های محیطی مانند آلودگی هوا و تغییرات آب‌وهوایی، به‌عنوان شاخص‌های اکولوژیکی در جنگل‌ها ارزش زیادی دارند. در دوره اخیر، تخریب جنگل‌های هیرکانی منجر به کاهش تنوع و فراوانی گلسنگ‌ها در ایران شده‌است.
بیشتر گلسنگ‌ها به سرعت توسط هوای آلوده از بین می‌روند و به‌عنوان نشانگرهای زیستی در شناسایی سمی بودن محیط عمل می‌کنند. این امر سبب شده‌است تا تنوع و فراوانی گونه‌های مقاوم گلسنگ‌ها به آلودگی هوا در مناطقی از شهرها، ازجمله برای نمونه شهر تهران و اطراف آن، در معرض تهدید جدی قرار گیرند و حتی در برخی از نقاط شهر پدیده «بیابان گلسنگ» ایجاد شود.

## پیشینه مطالعه

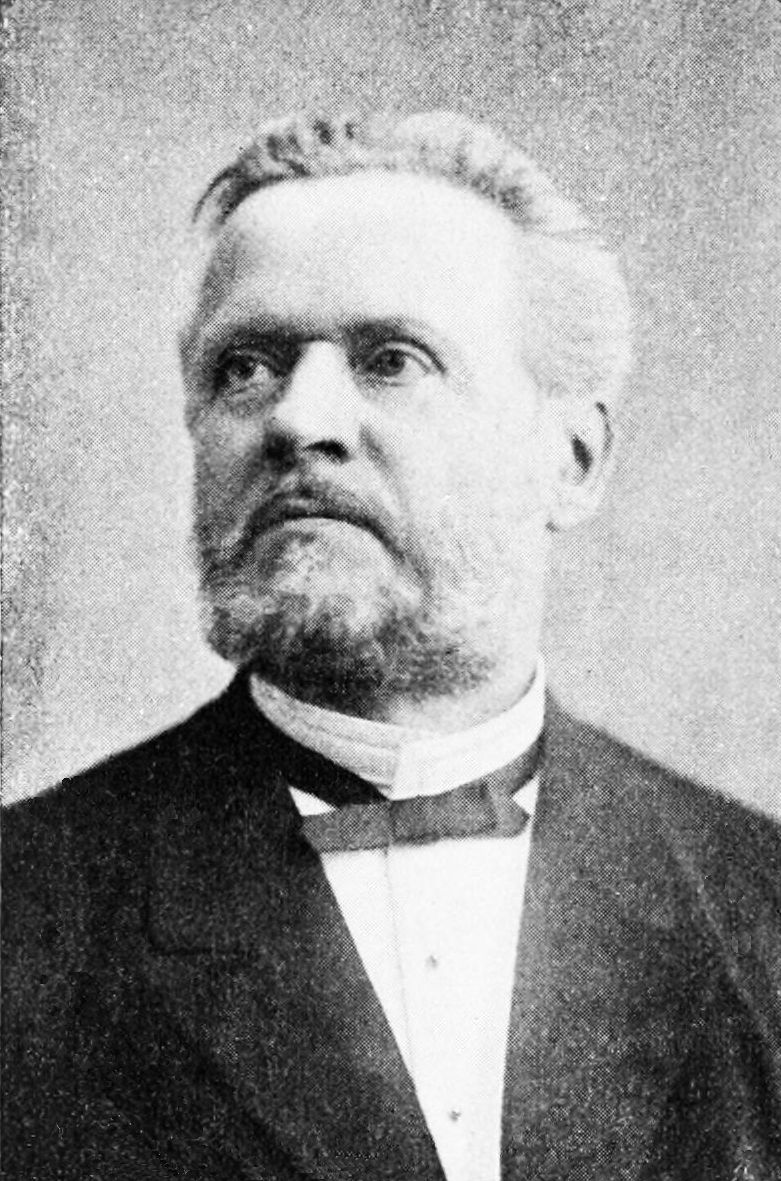
سیمون شوِندِنِر

در قدیم واژه گلسنگ کلی‌تر استفاده می‌شد و آن را زنگ و زنگار سنگ می‌دانستند و آن را برای درمان شوره سر مفید می‌دانستند. در سال ۱۶۹۴ فردی به نام تورنفور گلسنگ را تحت عنوان یک جنس معرفی کرد و ۲۵ گونه را به عرصه گلسنگ‌شناسی ارائه کرد. بنیان‌گذار مطالعات سیستمیک گلسنگ پزشکی سوئدی به نام آکاریوس بود که در سال ۱۸۰۳ گلسنگ‌ها را در راسته گیاهان نهان‌زاد قرار داد. از آن پس در سال ۱۸۶۷ سیمون شوِندِنِر فرضیه ماهیت مرکب گلسنگ را مطرح کرد و اظهار داشت قارچ به هیچ عنوان بر روی جلبک زندگی انگلی ندارد. این نظریه تا سال ۱۸۷۹ به قوت خود باقی ماند، تا اینکه دباری در همان سال رابطه قارچ و جلبک را رابطه‌ای کاملاً مسالمت‌آمیز تحت عنوان همزیستی نامید.

## طبقه‌بندی
در مورد منشأ و تکامل گلسنگها نظرات متفاوتی ارائه شده‌است. مدارک قابل توجهی نظریه چندنیایی بودن گلسنگ‌ها را تأیید می‌نمایند. مقایسه اسپور و اسپوروکارپ گلسنگ‌ها با انواع قارچهای غیر گلسنگی، مشابهات آشکاری را نشان می‌دهد. ساختار و بیوشیمی دیواره سلولی، ماهیت هسته و کروموزوم‌ها و ساختار درونی اندامک‌ها که توسط میکروسکوپ الکترونی بررسی می‌شوند، در توضیح تاکسونومی گلسنگها دخیل هستند. آثار فسیلی مفیدی در مورد زمان پیدایش گلسنگها و نسبت آنها با سایر آسکومیست‌ها وجود ندارد.
تقریباً ۲۰۰۰ گونه از گلسنگها وجود دارند که در ۳۰ خانواده و ۵ راسته از یومایکوفیتا طبقه‌بندی می‌شوند. به نظر می‌سد که برخی گلسنگها روابط نزدیکی با قارچهای غیر گلسنگی راسته‌ای اسفائریال، هلوتیال و سودوسفائریال دارند. برخی دیگر از گلسنگها نیز در راسته‌ها و خانواده‌هایی از بازیدیومیکوتا طبقه‌بندی می‌شوند. البته برخی محققان بر این باورند که روابط گلسنگها با هم نزدیکتر از روابط آنها با گروه‌های مختلف قارچ‌ها است.
گلسنگ‌ها را بر حسب منابع پیشین بر اساس پیکره قارچی آنها در گروه آسکومیکوتا نیز طبقه‌بندی نموده‌اند. البته حدود بیست گونه از آنها نیز در گروه بازیدیومیکوتا قرار می‌گیرند. بر این اساس گلسنگها در سه رده لکانورومیست، سورداریومیست و اوروتیومیست با هفت زیر رده، رده‌بندی می‌شوند. از این میان رده لکانورومیست تنها شامل نمونه‌های گلسنگی بوده و مهمترین نمونه‌ها را در خود جای داده‌است.